# Eliminacje do Mistrzostw Europy w Piłce Nożnej 2012/Grupa H
W grupie H biorą udział następujące zespoły:
- Portugalia
- Dania
- Norwegia
- Cypr
- Islandia

## Tabela
| Zespół     | Pkt | M | W | R | P | Br+ | Br− | +/− |
| ---------- | --- | - | - | - | - | --- | --- | --- |
| Dania      | 19  | 8 | 6 | 1 | 1 | 15  | 6   | +9  |
| Portugalia | 16  | 8 | 5 | 1 | 2 | 21  | 12  | +9  |
| Norwegia   | 16  | 8 | 5 | 1 | 2 | 10  | 7   | +2  |
| Islandia   | 4   | 8 | 1 | 1 | 6 | 6   | 14  | −8  |
| Cypr       | 2   | 8 | 0 | 2 | 6 | 7   | 20  | −13 |

|            | Portugalia | Dania | Norwegia | Cypr | Islandia |
| ---------- | ---------- | ----- | -------- | ---- | -------- |
| Portugalia | X          | 3:1   | 1:0      | 4:4  | 5:3      |
| Dania      | 2:1        | X     | 2:0      | 2:0  | 1:0      |
| Norwegia   | 1:0        | 1:1   | X        | 3:1  | 1:0      |
| Cypr       | 1:4        | 1:4   | 1:2      | X    | 0:0      |
| Islandia   | 1:3        | 0:2   | 1:2      | 1:0  | X        |

## Wyniki
| 3 września 2010 21:00 | Islandia · Helguson 38' | 1:2(1:0)Raport | Norwegia · Hangeland 59' · Abdellaoue 75' | Laugardalsvöllur, Reykjavík Widzów: 6 137 Sędzia: Luca Banti |
|                       |                         |                |                                           |                                                              |

| 3 września 2010 21:45 | Portugalia · Almeida 8' · Meireles 29' · Danny 50' · Fernandes 60' | 4:4(2:2)Raport | Cypr · Aloneftis 3' · Konstantinou 11' · Okas 57' · Awraam 89' | Estádio D. Afonso Henriques, Guimarães Widzów: 9 100 Sędzia: Mark Clattenburg |
|                       |                                                                    |                |                                                                |                                                                               |

| 7 września 2010 20:15 | Dania · Kahlenberg 90+2' | 1:0(0:0)Raport | Islandia | Parken, Kopenhaga Widzów: 18 908 Sędzia: Douglas McDonald |
|                       |                          |                |          |                                                           |

| 7 września 2010 20:30 | Norwegia · Huseklepp 21' | 1:0(1:0)Raport | Portugalia | Ullevaal, Oslo Widzów: 24 535 Sędzia: Laurent Duhamel |
|                       |                          |                |            |                                                       |

| 8 października 2010 20:00 | Cypr · Okas 58' | 1:2(0:2)Raport | Norwegia · Riise 2' · Carew 42' | Stadion Antonisa Papadopoulosa, Larnaka Widzów: 7 648 Sędzia: Serge Gumienny |
|                           |                 |                |                                 |                                                                              |

| 8 października 2010 21:45 | Portugalia · Nani 29', 31' · Ronaldo 85' | 3:1(2:0)Raport | Dania · Carvalho 79' (sam.) | Estádio do Dragão, Porto Widzów: 27 117 Sędzia: Eric Braamhaar |
|                           |                                          |                |                             |                                                                |

| 12 października 2010 20:15 | Dania · Rasmussen 47' · Lorentzen 80' | 2:0(0:0)Raport | Cypr | Parken, Kopenhaga Widzów: 15 544 Sędzia: César Muñiz Fernández |
|                            |                                       |                |      |                                                                |

| 12 października 2010 21:45 | Islandia · Helguson 16' | 1:3(1:2)Raport | Portugalia · Ronaldo 3' · Meireles 27' · Helder 72' | Laugardalsvöllur, Reykjavík Widzów: 9 767 Sędzia: Thomas Einwaller |
|                            |                         |                |                                                     |                                                                    |

| 26 marca 2011 20:00 | Cypr | 0:0(0:0)Raport | Islandia | Stadion GSP, Nikozja Widzów: 2 088 Sędzia: Darko Čeferin |
|                     |      |                |          |                                                          |

| 26 marca 2011 20:00 | Norwegia · Huseklepp 81' | 1:1(0:1)Raport | Dania · Rommedahl 26' | Ullevaal, Oslo Widzów: 24 828 Sędzia: Gianluca Rocchi |
|                     |                          |                |                       |                                                       |

| 4 czerwca 2011 18:45 | Islandia | 0:2(0:0)Raport | Dania · Schøne 60' · Eriksen 75' | Laugardalsvöllur, Reykjavík Widzów: 7 629 Sędzia: Fırat Aydınus |
|                      |          |                |                                  |                                                                 |

| 4 czerwca 2011 21:00 | Portugalia · Postiga 53' | 1:0(0:0)Raport | Norwegia | Estádio da Luz, Lizbona Widzów: 47 829 Sędzia: Cüneyt Çakır |
|                      |                          |                |          |                                                             |

| 2 września 2011 20:00 | Norwegia · Abdellaoue 88' (k) | 1:0(0:0)Raport | Islandia | Ullevaal, Oslo Widzów: 22 381 Sędzia: Ovidiu Alin Hategan |
|                       |                               |                |          |                                                           |

| 2 września 2011 21:45 | Cypr | 0:4(0:1)Raport | Portugalia · Ronaldo 35' (k), 83' · Almeida 84' · Danny 90+2' | Stadion GSP, Nikozja Widzów: 15 444 Sędzia: Gianluca Rocchi |
|                       |      |                |                                                               |                                                             |

| 6 września 2011 18:45 | Islandia · Sigþórsson 5' | 1:0(1:0)Raport | Cypr | Laugardalsvöllur, Reykjavík Widzów: 5 267 Sędzia: Boško Jovanetić |
|                       |                          |                |      |                                                                   |

| 6 września 2011 20:15 | Dania · Bendtner 24', 44' | 2:0(2:0)Raport | Norwegia | Parken, Kopenhaga Widzów: 37 167 Sędzia: Stéphane Lannoy |
|                       |                           |                |          |                                                          |

| 7 października 2011 20:30 | Cypr · Awraam 45' | 1:4(1:4)Raport | Dania · Jacobsen 7' · Rommedahl 12', 22' · Krohn-Dehli 20' | Stadion GSP, Nikozja Widzów: 2 408 Sędzia: Marijo Strahonja |
|                           |                   |                |                                                            |                                                             |

| 7 października 2011 22:00 | Portugalia · Nani 13', 21' · Postiga 45' · Moutinho 81' · Eliseu 86' | 5:3(3:0)Raport | Islandia · Jónasson 48', 68' · Sigurðsson 90+3' | Estádio do Dragão, Porto Widzów: 35 715 Sędzia: Bas Nijhuis |
|                           |                                                                      |                |                                                 |                                                             |

| 11 października 2011 20:15 | Norwegia · Pedersen 25' · Carew 34' · Høgli 65' | 3:1(2:1)Raport | Cypr · Okas 42' | Ullevaal, Oslo Widzów: 13 490 Sędzia: William Collum |
|                            |                                                 |                |                 |                                                      |

| 11 października 2011 20:15 | Dania · Krohn-Dehli 13' · Bendtner 63' | 2:1(1:0)Raport | Portugalia · Ronaldo 90+2' | Parken, Kopenhaga Widzów: 37 012 Sędzia: Nicola Rizzoli |
|                            |                                        |                |                            |                                                         |